# Пальцевый счёт
Пальцевый счёт (счёт на пальцах), также дактилономия — математические вычисления, осуществляемые человеком с помощью сгибания, разгибания или указывания пальцев рук (иногда и ног). Пальцы рук считаются самым первым счётным инструментом древнего человека с эпохи верхнего палеолита. Счёт на пальцах широко применялся в древнем мире и в Средневековье, в настоящее время используется ограниченно, арабскими и индийскими торговцами на Среднем Востоке, в европейских странах — в примитивном виде преимущественно детьми или для отображения цифр жестами, ради убедительности в споре по мере перечисления аргументов, а также рефери в боксе при отсчёте секунд во время нокдауна.

## Создание числовой последовательности
Пальцы рук и ног дали человеку первую числовую последовательность, которая полностью отделилась от считаемых объектов. Будучи разделены на дифференцируемые группы природой, числа сформировали следующие разряды: 5 — пальцы на одной руке, 10 — пальцы на двух руках, 20 — все пальцы рук и ног. Это нашло своё отражение в названиях чисел в языках некоторых народов: пять — «одна рука»; десять — «две руки»; двадцать — «один человек». По исчерпании чисел, могущих быть выраженными пальцами рук и ног одного человека (20), наступает вторая серия подсчёта, идущая точно таким же образом, добавляя к «одному человеку» такое же число пальцев «второго человека» (20+20=40), и т. д.
Включение пальцев рук и ног определило создание двадцатитеричной системы счисления у цивилизации майя в Новом Свете (при этом существовала структура в виде четырёх блоков по пять цифр, что соответствовало пяти пальцам руки и ноги), а ограничение исчисления пальцами рук привело к формированию десятичной системы счисления, возобладавшей у народов Евразии. Пятеричная система, взявшая за основу пальцы одной руки, распространилась в тропической Африке и Древнем Риме (см. римские цифры). Двадцатеричная система счисления в Старом Свете была традиционной у чукчей, до настоящего времени используется в названии чисел в нахских языках, а в качестве языкового пережитка оставила след во французском слове quatre-vingts («восемьдесят»: буквально — «четырежды двадцать»).
Самое раннее упоминание о десятичной системе пальцевого счёта в литературе содержится у Публия Овидия Назона в книге «Фасты», где автор поэтически отобразил представление древних римлян о числе пальцев рук, которые были увязаны с десятью лунными месяцами женской беременности.
Другой весьма распространённый в древности вариант — счёт четвёрками пальцев, при этом счёте большой палец не засчитывался. Так, в древнерусском языке все пальцы, кроме большого, назывались словом «пьрстъ», а большой — «пальць», в английском языке до настоящего времени четыре «счётных» пальца именуются словом fingers, а большой палец — thumb. В этом исчислении пальцы двух рук составляют основу древней восьмеричной системы счисления (отличается от современной).
Кроме того на четырёх пальцах одной руки — 12 фаланг, если их считать пятым, большим пальцем, то есть прикосновение кончика большого пальца к каждой фаланге принимать за единицу. Эта особенность повлияла на появление двенадцатиричной и шестидесятиричной систем счисления (во втором случае, большой палец несколько раз подряд касался всех фаланг и счёт продолжался дальше, но после каждого нового цикла касаний загибался один палец на второй руке).

## Счёт на пальцах у разных народов

### Римский счёт
В состав Римской республики, а позднее — империи, входило множество народов, а сфера торговли охватывала всё Средиземноморье и страны Ближнего Востока, имеющие разную счётную письменность или не имеющие таковой. Как результат, возникла весьма развитая, и главное, работающая, система счёта на пальцах, при которой торговцы могли оперировать числами до 10 000 с помощью одних только пальцев двух рук, и до 1 000 000 000, задействуя другие части тела.
Плиний Старший (23—79 годы) и Макробий (V век) оставили описания римской статуи бога Януса, которого многие горожане считали также богом Солнца, поскольку пальцы этой статуи изображали число 300 на правой руке и число 65 — на левой: всего 365, что означало количество дней в году, на протяжении которых Солнце совершало свой годичный круг по небосводу. Римский историк Ювенал (ум. ок. 130), рассказывая о мудром старце Несторе, осаждавшем среди прочих греческих героев Трою, между прочим свидетельствует, что пальцы правой руки изображают сотни (и счастлив тот из людей, кто смог обмануть смерть и может показать свой возраст на правой руке). Квинтилиан (ум. ок. 96) говорит, что необразованного человека прежде всего выдаёт неумение правильно показать числа на пальцах. Вероятно для неизвестной римской игры использовались комплекты жетонов из слоновой кости по 15 штук каждый, на одной стороне жетона стояла римская буквенная нумерация, а на другой было нанесено изображение руки, показывающей это число особым жестом. Всеобщее знание пальцевого счёта образованными людьми Римской империи подтверждается и трудами ранних Отцов Церкви, которые с помощью символики числовых жестов толковали Евангелие, считая, что их читатели прекрасно понимают, о чём идёт речь, и не нуждаются в специальных пояснениях. Так, святой Иероним (342—419/420 годы), комментируя притчу Иисуса Христа о сеятеле и семенах, которые, упав в добрую почву, дали зёрна — «одни — сотню, другие — шестьдесят, а третьи — тридцать», в качестве растолкования привлекает форму жестов римского пальцевого счёта как самоочевидного для всех (хотя к раввинским традициям она отношения и не имеет): «30 — это символ брака, ибо такой способ располагать пальцы, когда они соединены и переплетены, словно в крепком объятии, представляет собой мужа и жену. 60 — символ вдовства, поскольку вдова сгибается от горя и невзгод, обрушившихся на неё, точно так же, как (большой палец) сгибается под давлением указательного пальца, лежащего на нём (при изображении числа 60)… 100 — переносится с левой руки на правую… Круг, образуемый пальцами правой руки, означает корону девственной чистоты». Другой христианский писатель Августин Блаженный (354—430), толкуя Ин. 21:11, где указан чудесный улов апостолов из 153-х рыбин, показал, что с помощью пальцев можно было проводить вычисления, фиксируя промежуточный результат.
Эта система древнеримского счёта перешла в средневековую Европу, первая реконструкция пальцевого счёта, была впервые подробно изложена в капитальном труде по хронологии De temporum ratione английского учёного-монаха Беды Достопочтенного в 725 году. По свидетельству Валафрида Страбо, аббата монастыря в Рейхенау на Бодензее, изучавшем арифметику летом 922 года под руководством Татто, великовозрастных учеников учили искусству счёта по пальцевой методике, изложенной в вышеназванной книге Беды. В это время малоиспользуемый в торговле пальцевый счёт занял своё место в учёных кабинетах и школах для духовенства. Об исчезновении счёта на пальцах из повседневного светского обихода как о свершившемся факте говорит знаменитый проповедник Бертольд Регенсбургский (1220—1272). Считать на пальцах умел всесторонне образованный император Фридрих II Гогенштауфен (ум. 1250). Первой средневековой светской книгой, в которой вновь возрождается интерес к пальцевому счёту и приводится его подробное описание, становится трактат «Сумма арифметики, геометрических пропорций и соразмерности» итальянского математика Луки Пачоли, отпечатанный типографским способом в Венеции в 1494 году. В трактате утверждалось, что пальцевый счёт в то время имел огромное значение в математической науке. В книге «Абака и старинный обычай древних латинян считать с помощью рук и пальцев», изданной в Нюрнберге в 1522 году немецкий писатель Аветин использует пальцевый счёт как вспомогательный для фиксирования промежуточных результатов расчётов на абаке. О том же применении счёта на пальцах, но в сочетании с арабскими (индийскими) цифрами в своё время говорил и итальянский математик Леонардо Пизанский (1180—1250), утверждая, что тот, кто хочет в совершенстве овладеть искусством вычислений, должен выучится считать на пальцах. Однако с распространением в Европе в XVI веке новых арабских (индийских) цифр, вычисления которыми были удобны на бумаге, пальцевый счёт стал исчезать. Последним произведением, в котором подробно описывался пальцевый счёт в качестве исторического курьёза, стал «Арифметическо-геометрический театр» Якоба Леопольда, опубликованный в 1727 году. С тех пор римский счёт на пальцах в Западной Европе полностью вышел из употребления, дольше всего (местами сохранился до наших дней) продержавшись на территориях современных Румынии и Молдавии, а также среди цыган Сербии.

### Арабско-восточноафриканский счёт
В течение длительного времени на территории Арабского халифата и стран, возникших после его распада, в торговых операциях использовался римский пальцевый счёт, ещё в XIV веке арабские и персидские документы свидетельствуют о хорошем знании арабами римской системы счёта, сходной с той, которая была записана Бедой Достопочтенным в Европе начала VIII века. Особенностью этого счисления стала смена рук, означающих десятки и сотни, в соответствии с системой арабского письма справа-налево. Таким образом, правая рука стала означать сотни, а левая — единицы и десятки. Впоследствии, на восточных базарах и в портах Красного моря и восточного побережья Африки, торговцы выработали собственный оригинальный математический язык жестов. Покупатель и продавец, во избежание нечистоплотных посредников, конкурентов и нежелательных свидетелей, тайно договариваются о цене, накрыв свои руки тканью и касаясь ладоней друг друга по определённым правилам.
Прикосновение к вытянутому указательному пальцу продавца, в зависимости от цены и используемых денежных единиц, будет означать 1, 10 или 100. Одновременное прикосновение к двум, трём или чётырём пальцам продавца будет означать соответственно 2 (20, 200), 3 (30, 300) или 4 (40, 400). Касание открытой ладонью указывает на число 5, 50 или 500. Дотронуться до мизинца означает 6, 60 или 600, безымянный палец — 7, 70 или 700, средний палец — 8, 80 или 800, согнуть указательный палец — 9, 90 или 900, коснуться Большого пальца — 10, 100 или 1000. При этом счислении может соблюдаться последовательность числовых степеней, например, число 78 задаётся касанием безымянного пальца продавца, а затем — его среднего пальца. Постукивание по указательному пальцу продавца в направлении от среднего сустава к кончику пальца — предложение о снижении цены вдвое (1/2), на четверть (1/4) или на восьмую часть (1/8) от первоначальной. Постукивание по указательному пальцу от основания пальца до его среднего сустава будет являться надбавкой половины (1/2) от предложенной цены, или 1/4, или 1/8. Если перед указанием дробной степени указывается целое число, то оно умножается на дробную степень.

### Китайский счёт
Китайский метод счёта основан на количестве и символике пальцев. Используя этот метод, на двух руках можно посчитать до 20. Стоит заметить, что в некоторых провинциях жесты могут отличаться.
0 — сложенный кулак;
1 — разжатый указательный палец;
2 — разжаты и растопырены указательный и средний пальцы;
3 — разжаты и растопырены указательный, средний и безымянный пальцы;
4 — кроме прижатого к ладони большого пальца, остальные разжаты;
5 — открытая ладонь;
6 — выпрямлены мизинец и большой палец, остальные — сжаты в кулак;
7 — большой палец вместе с указательным и средним сложены в щепоть;
8 — выпрямлены указательный и большой пальцы, остальные — сжаты в кулак;
9 — указательный и большой изогнуты в виде буквы «С», остальные — сжаты в кулак;
10 — три варианта. Первый: рука сжимается в кулак; второй: указательные пальцы обеих рук пересекаются; третий: выпрямленный средний палец заводится за выпрямленный указательный, остальные — сжаты в кулак.
Древнекитайская позиционная десятичная система счёта по двум рукам является наиболее сложной из существующих подобных, но при всём том позволяет показать числа от 1 до 99 999 999. На обеих руках фалангам каждого пальца задаются цифровые значения от 1 до 9, причём задействуется пространство как посреди фаланги, так и по бокам. Роль указателя играют ногти больших пальцев. Каждый палец имеет собственную разрядность, как на абаке, указательный палец правой руки означает единицы, средний палец — десятки, безымянный — сотни и т. д. Переход от пальца к пальцу характеризуется последовательным повышением разряда. Пропуск имеет значение нуля.

### Японский счёт
В Японии счёт начинается с открытой ладони. Поджатый большой палец представляет число 1, мизинец является числом 5. Таким образом, пальцы, сложенные в кулак, указывает на число 5. Затем совершается обратное действие, число 6 обозначается разжатым мизинцем. Возврат к открытой ладони означает число 10. Однако, чтобы показать цифры другим собеседникам, используется тот же порядок, что в английской или русской традиции, выпрямленный указательный палец становится номером 1, большой палец теперь представляет число 5. Для чисел свыше пяти соответствующее количество выпрямленных пальцев другой руки прижимаются к раскрытой ладони первой. Например, число 7 отображают указательный и средний палец. Число 10 изображается двумя раскрытыми к собеседнику ладонями.

### Английский счёт
В англоязычных странах счёт до 5 ведётся разжатием пальцев, первоначально собранных в кулак, начиная с указательного пальца, и продолжается до мизинца (число 4). Разжатый большой палец указывает на число 5. Аналогичным образом процесс счёта продолжается на другой руке для чисел от 6 до 10. Например, число 7 указывается открытой ладонью с растопыренными пальцами одной руки и разжатыми указательным и средним пальцами другой. Чтобы указать на количество своему собеседнику, коренной житель англоговорящей страны поднимает руку или руки вверх. Например, разжатые указательный, средний и безымянный пальцы на поднятой вверх ладони будут означать число 3.
Балканские страны на юго-востоке Европы и Украина имеют счёт, схожий с английским.

### Континентальный европейский счёт
У народов континентальной Западной Европы, таких, как немцы или французы, разжатый большой палец представляет собой начало исчисления (число 1). Затем разжимается указательный палец (число 2) и так далее — до мизинца (число 5).
В некоторых европейских странах, а зачастую и во Франции, альтернативный метод подсчёта проводится путём сгибания пальцев в порядке: большой, указательный, средний, безымянный и мизинец.

### Русский счёт
Русский счёт на пальцах до десяти начинается с загибания мизинца левой руки и последовательно ведётся до загнутого большого пальца правой руки. Но когда требуется наглядно показать количество, рука сжимается в кулак и сначала разжимается указательный палец, затем средний, безымянный, мизинец и большой.
Этот счёт также имеет место в странах бывшего СССР.
Старинный русский способ умножения на пальцах однозначных чисел от 6 до 9 издревле применялся купцами как вспомогательный при устном счёте. Первоначально пальцы обеих рук сжимали в кулаки. Затем на одной руке разгибали столько пальцев, на сколько первый множитель превосходит число 5, а на второй руке делали то же самое для второго множителя. Суммарное число вытянутых пальцев умножалось на 10, потом перемножалось число загнутых пальцев одной руки на число загнутых пальцев другой. Два полученных результата складывались.
Из других способов счисления по пальцам был распространён «счёт дюжинами» (двенадцатеричная система), употреблявшийся в торговле (особенно в Новгородской республике XII—XV веков). Счет дюжинами вёлся большим пальцем по фалангам остальных четырёх пальцев правой руки и начинался от нижней фаланги указательного пальца, а заканчивался верхней фалангой мизинца. Другой вариант — от верхней фаланги мизинца левой руки до нижней фаланги указательного пальца. Если число превышало 12, то при достижении 12 считающий загибал один палец на противоположной руке. По достижении числа 60 (пятёрки дюжин) все пальцы руки, фиксировавшей полные дюжины, оказывались сжатыми в кулак. Дюжинами до начала XX века в России было принято считать носовые платки, пишущие перья, карандаши, школьные тетрадки, набор из 12 предметов по традиции составляли ложки, вилки, ножи, а посудные сервизы и комплекты стульев и кресел рассчитывались на 12 персон (что оставило след в названии романа «Двенадцать стульев»).
Но наибольшее распространение в Древней Руси получил «счёт сороками» («сороковицами»). Охотники за пушным зверем в Сибири вели счет «сорочками», то есть укомплектованными в мешки шкурками (как правило, 40 собольих хвостов или 40 беличьих шкурок), которые полностью уходили на пошив богатой шубы («сорочки») русского боярина XVI века. Так, в таможенной грамоте 1586 года «сороками» были посчитаны шкурки соболей и куниц, посланные в качестве платы за ведение войны с турками от царя Фёдора Ивановича австрийскому императору Рудольфу. Методика счёта была схожа со «счётом дюжинами», только вместо подсчёта фаланг считали суставы пальцев (переходы между фалангами), которых было всего 8. Если число превышало 8, то при достижении 8 считающий загибал один палец на противоположной руке. По достижении числа 40 все пальцы руки, фиксировавшей полные осьмушки, оказывались сжатыми в кулак. Следы пальцевого «счёта сороками» сохранились в народных суевериях. Например, несчастливым для охотника считался сорок первый медведь и т. д. Также словом «сороконожка» традиционно называлась любая многоножка. Выражение «сорок сороков» или «тьма» для древнерусского крестьянина символизировало некое число, превосходящее всякое воображение и собственно математические познания самого земледельца.

## Пальцевый счёт в качестве культурной идентификации
Культурные различия в подсчете на пальцах у разных народов иногда используются как тайный пароль, в частности, для различия национальностей во время войны. Эта возможность культурной идентификации является частью сюжета в фильме «Бесславные ублюдки» Квентина Тарантино и в романе «Пи в небе» (Pi in the Sky: Counting, Thinking, and Being) Джона Барроу.
Английский писатель Ричард Мейсон (Richard Mason) в книге «Ветер не умеет читать» (The Wind Cannot Read) приводит житейский пример из истории Второй мировой войны о японке Сабби, волей судьбы оказавшейся в Индии, принадлежащей тогда Великобритании, которая находилась с Японией в состоянии войны. Когда Сабби представили одному англичанину как китаянку, тот предложил ей сосчитать на пальцах до пяти, после чего обман раскрылся:
Вы видели как она считает? Загибает один за другим пальцы. Вы когда-нибудь видели, чтобы китаец при счёте загибал пальцы? Никогда! Китайцы считают так же, как и англичане. Они поднимают кулак и разгибают пальцы! Она — японка!

## Пальцевый счёт в спорте
В некоторых видах спорта, например, в велосипедной гонке «Тур де Франс», перед стартом используется обратный отсчёт от 5 до 1 на пальцах поднятой руки судьи. Числа в этой системе, отображаются следующим образом:
5 — разжаты все пальцы, включая большой
4 — кроме большого все пальцы разжаты
3 — разжаты большой, указательный и средний палец
2 — разжаты указательный и средний палец
1 — разжат большой или указательный палец
0 — все пальцы вытянуты снова, но рука отводится в сторону. Это сигнал о начале гонки.

## Телесный счёт
Одной из самых примитивных систем счёта является телесный счёт — разновидность пальцевого счёта, задействующая и другие части человеческого тела в определённом порядке. Как правило, первобытные племена, использующие эту разновидность счисления, не имеют в языке достаточного количества слов для обозначения цифр, поэтому те же самые слова могут означать разные цифры и не могут быть верно поняты без содействия жестового языка. Также отсутствует настоящая числовая последовательность, как это имеет место в пятеричной, восьмеричной, десятичной, двенадцатеричной или двадцатичной системах счисления. Так, пальцевая арифметика народности панцах исчерпывается следующими цифрами:
1 (ануси) — выпрямленный мизинец правой руки;
2 (доро) — выпрямленный безымянный палец правой руки;
3 (доро) — выпрямленный средний палец правой руки;
4 (доро) — выпрямленный указательный палец правой руки;
5 (убеи) — выпрямленный большой палец правой руки;
6 (тама) — указывание на правое запястье;
7 (унубо) — указывание на правый локоть;
8 (виса) — указывание на правое плечо;
9 (деноро) — указывание на правое ухо;
10 (дити) — указывание на правый глаз;
11 (дити) — указывание на левый глаз;
12 (медо) — указывание на нос;
13 (бее) — указывание на рот;
14 (деноро) — указывание на левое ухо;
15 (виса) — указывание на левое плечо;
16 (унубо) — указывание на левый локоть;
17 (тама) — указывание на левое запястье;
18 (убеи) — выпрямленный большой палец левой руки;
19 (доро) — выпрямленный указательный палец левой руки;
20 (доро) — выпрямленный средний палец левой руки;
21 (доро) — выпрямленный безымянный палец левой руки;
22 (ануси) — выпрямленный мизинец левой руки.